# Síntese de aminoácido de Strecker
A síntese de aminoácido de Strecker, inventada por Adolph Strecker, é uma série de reações químicas que sintetizam um aminoácido a partir de um aldeído (ou cetona).